# Mila Aung-Thwin
Mila Aung-Thwin est un cinéaste, documentariste, producteur et activiste canadien, dont les films traitent de la justice sociale. Il est associé dans la société de production EyeSteelFilm.

## Filmographie partielle

### Comme réalisateur
- 2003 : Music for a Blue Train (en)
- 2005 : Bone (fa)
- 2005 : Chairman George (en)